# Ћипровачки ћилим
Ћипровачки ћилим (буг. Чипровски килим) је врста ручно рађеног ћилима. Представља важан дeо бугарске националне баштине. Име је добио по месту Ћипровци у северозападној Бугарској где је настала традиција ткања тепиха у 17. веку.
Од 2014. године налази се на листи Унесковој листи нематеријалне културне баштине света.

## Историјат
Након несупелог ћипровачког устанка против османске владавине 1688. године, насеља су остала готово пуста. Производња тепиха одиграла је кључну улогу у оживљавању насеља Ћипровци 1720. године.
Теписи или ћилими, настајали су тако што су га девојке ткале у ходницима или склоништима како би зарадиле новац за живот.
До 1868. године, годишња производња ћилима у Ћипровцима премашила је четрнаест хиљада чворних метара. Убрзо су се жене из околине Ћипроваца удружиле и 1896. године било је скоро 1.400 ткаља.
Мештани су 1920. године основали друштво ткача, прво такве врсте у земљи. 
Производња тепиха постала је доминантна у овом граду. 
Данас Ћипровци и на свом грбу имају ћилим.

## Изглед
Тепих је потпуно симетричан. 
Израђује се искључиво од чисте природне вуне. Вуна за ткање боји се природним и вештачким путем. Боје тепиха су разнолике. Крећу се од нежних пастелних тонова до светлијих нијанса жуте, смеђе, црвене, плаве и зелене.

## Ткање
Свако свако домаћинство овог краја поседује вертикални разбој. Жене га користе како би ткале таписерије које се традиционално користе као подне простирке.
Ткач прво узима неколико нити својом левом руком. Испреплеће их вретеном у вертикалне нити и малим бодом затеже ткање. 
Мушкарци обично учествују у производњи. Они прерађују и боје вуну. Природно обојено предиво даје теписима њежне пастелне тонове а хемијске боје светлије нијансе. 
Готови ћилими познати су по свом саставу, украсним мотивима и бојама.

## Обичаји
Ткање ћилима везује се за ритуалне обичаје. Пре почетка ткања изговарају се молитве у жеље за успехом. Током ткања певају се песме и разговара све док се не заврши рад на разбоју. Традиција се преноси са колена на колено, од мајке и баке на ћерке, углавном заједничким радом на великим теписима.
Основ ћипровачког ћилима представљају геометријске фигуре, које имају, како се верује и магијско значење.
Ћилими су се посебно правили за сваког мушкарца. Када би пошао у Америку или негде у свет, све време би га носио са собом. Њиме би се покривао и тиме се штитио и чувао од злих сила.
Ћилим би га увек враћао кући.

## Значај
Ћипровачки ћилим проглашен је нематеријалном светском баштином.
На листи УНЕСКА налази се од 2014. године.